# Edelweiss (groupe)
Pour les articles homonymes, voir Edelweiss (homonymie).
Edelweiss est un groupe autrichien d'eurodance.

## Histoire
Son premier titre Bring Me Edelweiss sorti en 1988, est produit par Martin Gletschermeyer et Walter Werzowa, interprété par Maria Mathis (de). Le refrain de la chanson est une reprise de S.O.S d'ABBA avec un nouveau texte, sample Last Night a D.J. Saved My Life avec du yodel. Il est conçu selon les instructions du livre The Manual de The KLF. Il se vend à plusieurs millions d'exemplaires, est numéro un en Autriche comme dans de nombreux pays et reçoit un World Music Awards. Dans la réédition de son livre, le groupe anglais cite le groupe autrichien en exemple de ses idées.
Un album avec huit remix de Bring Me Edelweiss suit aussitôt avec des titres différents. I Can't Get No... (Edelweiss) n'obtient aucun succès. Le single Christkind Is In the House dans le même genre est attribué à Walter Werzowa.
Le groupe fait un retour en 1992 avec Raumschiff Edelweiss qui même le yodel avec le générique de Star Trek. Ce titre est le travail de Martin Gletschermeyer avec Klaus Biedermann et Paul Pfab, les producteurs des Bingoboys. Il est numéro un en Autriche et septième en Allemagne. Il fait l'objet d'un maxi-CD pour la vente et d'un autre pour les radios. En outre, le groupe apparaît à la télévision avec Christian Clerici (de) pour faire le chanteur.
L'album Wonderful World Of Edelweiss sort avec les titres Planet Edelweiss et Ski Instructor comme extraits. Peu avant la sortie du premier single, un membre du groupe, Thomas Schlögl, se suicide. La promotion est alors arrêtée, le clip retiré.
En 1997, Edelweiss s'essaie à un come-back avec le titre Edeltaler Hochzeitsmarsch, une version dance du thème populaire Zillertaler Tramplan (de). C'est un bide.

## Discographie
Singles/Maxis
- Bring Me Edelweiss (Single/Maxi/Remix-Maxi/Maxi-CD, 1988)
- I Can't Get No (Edelweiss) (Single/Maxi/Maxi-CD, 1989)
- Raumschiff Edelweiss (Single/Maxi/Maxi-CD/Promo-Maxi-CD, 1992)
- Planet Edelweiss (Single/Maxi/Maxi-CD, 1992)
- Beam Me Up (Single/Maxi/Maxi-CD, 1993)
- Ski Instructor (Maxi-CD, 1993)
- Edeltaler Hochzeitsmarsch (Maxi-CD, 1997)
- Bring me Edelweiss (Maxi-CD, 2001, remix pour une marque de bière)
- Mariah M. - (Bring Me) Edelweiss 2000 (Maxi-CD, 1999, remix du chant de Maria Mathis)

Albums
- Edelweiss (1988)
- Wonderful World of Edelweiss (1992)